# Иглинский, Максим Геннадьевич
Макси́м Генна́дьевич Иглинский (род. 18 апреля 1981, Целиноград) — казахстанский шоссейный велогонщик. Чемпион Казахстана в индивидуальной гонке на время 2006 года и групповой гонке 2007 года. Участник Олимпийских игр 2004 года и 2008 годов. Старший брат велогонщика Валентина Иглинского.

## Победы
2002
- Вуэльта национальной независимости — этап 8 и общий зачёт
- Тур Китая — этап 2 и 2-е место в общем зачёте

2003
- Тур Болгарии — этап 3

2004
- Вуэльта национальной независимости — генеральная классификация
- Чемпионат Азии, групповая гонка — 2-е место
- Тур Греции — пролог

2005
- Гран-при города Камайоре
- Тур Германии — этап 6

2006
- Чемпион Казахстана в индивидуальной гонке на время

2007
- Чемпион Казахстана в групповой гонке
- Критериум Дофине — этап 6

2008
- Тур Швейцарии — горная классификация
- Тур Романдии — этап 1

2010
- Монтепаски Страде Бьянке

2012
- Льеж — Бастонь — Льеж

2013
- Тур Бельгии — этап 4
- Тур Алматы

## Статистика выступлений наГранд Турах
| Гранд Тур | 2005 | 2006 | 2007 | 2008 | 2009 | 2010 | 2011 | 2012 | 2013 |
| --------- | ---- | ---- | ---- | ---- | ---- | ---- | ---- | ---- | ---- |
| Джиро     | -    | -    | -    | 55   | -    | -    | -    | -    | -    |
| Тур       | 37   | сход | сход | -    | -    | 131  | 105  | 116  | -    |
| Вуэльта   | -    | -    | -    | -    | сход | -    | -    | -    | сход |

## Допинг
В октябре 2014 года был отстранён от соревнований за положительный результат допинг-теста, сданного 1 августа 2014 года после окончания Тур де Франс, на эритропоэтин. Месяцем ранее за обнаружение того же вещества был дисквалифицирован и уволен из Astana Pro Team младший брат Максима — Валентин Иглинский.